# Catalina Soto
Soto  Campos est un nom espagnol. Le premier nom de famille, en général paternel, est Soto ; le second, en général maternel, souvent omis, est Campos.
Pour les articles homonymes, voir Soto.
Catalina Anais Soto Campos, née le 8 avril 2001 à Santiago, est une coureuse cycliste chilienne, membre de l'équipe Bizkaia-Durango. Elle court à la fois sur route et sur piste, sur les épreuves d'endurance. Elle est la première chilienne à remporter une médaille lors de championnats du monde de cyclisme, avec une médaille d'argent sur le scratch des championnats du monde sur piste juniors 2019.

## Biographie
Elle débute le cyclisme à l'âge de 11 ans sur le vélodrome de Santiago, avant de déménager à Melbourne en 2015, pour suivre ses parents. Repérée à 15 ans par Alejandro Gonzalez-Tablas après avoir remporté tous les titres lors des championnats du Chili sur piste, elle est conviée à un stage organisé par la fédération argentine et l'UCI. 
Ses premiers résultats marquants sont ses titres sur l'omnium et la poursuite individuelle au cours des Jeux sud-américains de la jeunesse en 2017. Elle rejoint ensuite le Centre mondial du cyclisme à Aigle en 2018. Cette même année, elle prend la 4e place de l'omnium aux championnats du monde sur piste juniors. Elle confirme l'année suivante en prenant l'argent sur le scratch. 
Ses bons résultats lui offrent l'opportunité de rejoindre l'équipe professionnelle du Centre mondial du cyclisme en 2020, ce qui lui permet de participer à plusieurs courses professionnelles notamment en Europe, mais également de participer à ses premiers championnats du monde sur route.
En 2021, elle rejoint la formation NXTG Racing puis elle participe à la course en ligne des Jeux olympiques, sur laquelle elle fait partie de l'échappée avant d'être reprise au 60e kilomètre puis d'abandonner.
L'année suivante, elle signe pour l'équipe Bizkaia-Durango avant de réaliser le doublé course en ligne/contre-la-montre aux championnats du Chili de cyclisme sur route.

## Palmarès sur route

### Par années
- 2018
  - Martigny-Mauvoisin
- 2019
  -  Championne du Chili sur route juniors
  -  Championne du Chili du contre-la-montre juniors
- 2022
  -  Championne du Chili sur route
  -  Championne du Chili du contre-la-montre
  -  Médaillée d'argent du championnat panaméricain sur route
- 2023
  - 2e du championnat du Chili du contre-la-montre
  -  Médaillée de bronze du championnat panaméricain sur route
- 2024
  - 2e de la Pionera Race
  -  Médaillée de bronze du championnat panaméricain sur route
- 2025
  -  Championne du Chili sur route
  -  Championne du Chili du contre-la-montre

### Résultats sur les grands tours

#### Tour de France
2 participations
- 2024 : 67e
- 2025 : 119e

### Classements mondiaux
| Année                                 | 2020 | 2021 | 2022 | 2023 | 2024 |
| ------------------------------------- | ---- | ---- | ---- | ---- | ---- |
| Classement UCI                        | 668e | 732e | 109e | 160e | 108e |
|                                       |      |      |      |      |      |
| Légende : nc = non classéSource : UCI |      |      |      |      |      |

## Palmarès sur piste

### Championnats du monde
| Édition / Épreuve                   | Scratch |
| Francfort-sur-l'Oder 2019 (juniors) | Argent  |

### Jeux panaméricains
- Santiago 2023
  -  Médaillée de bronze de l'omnium